# Prévia (mídia)
Uma prévia (conhecido também como teaser, do inglês e significa ''provocar'') é uma técnica usada em marketing para chamar a atenção para uma campanha publicitária, aumentando o interesse de um determinado público alvo a respeito de sua mensagem, por intermédio do uso de informações enigmáticas no início da campanha.

## Utilização
A técnica é utilizada, muitas vezes como um dos recursos iniciais de uma campanha publicitária. Através de uma pequena peça, veiculada por qualquer mídia publicitária, seja em rádios, jornais, revistas, "outdoors", televisão, internet ou outros meios, procura-se levar o público alvo a interrogar-se sobre a mensagem que pretende ser passada, interessando-se pela continuação do tema. Posteriormente, na continuação da campanha, o assunto é esclarecido.
A prévia pode ser utilizado, por exemplo, como parte inicial da "mescla de comunicação" do lançamento de um novo produto no mercado, criando uma determinada expectativa a seu respeito. O conteúdo da peça tem o intuito de gerar no publico indagações como: "o que será?", "que produto é esse"?
Na mídia eletrônica, a prévia é aplicado, por exemplo, através da implantação de uma tela, em um novo portal eletrônico, com o objetivo de gerar interesse em conhecer um projeto novo, ou novo serviço que esta por vir. Pode ser também comumente encontrado aliado a outras técnicas, como por exemplo a de marketing viral.
Em publicações online, como blogues, jornais e revistas eletrônicas, o termo prévia se refere ao trecho de texto que é apresentado antes da tag "mais", devendo o leitor clicar em um enlace ao final da prévia para ter acesso ao texto completo. Este recurso normalmente é usado para permitir ao leitor acessar somente os textos que lhe interessam, sem ter que carregar para seu computador conteúdos que não pretende ler ou visualizar, poupando tempo e tráfego de internet.
Na indústria fonográfica, uma prévia é mencionado quando um artista ou banda disponibiliza um trecho de uma nova música ou single que, por padrão, possui 30 segundos de duração. Dessa forma, os fãs são atraídos pela parte da canção divulgada e incentivados a comprá-la na íntegra após o lançamento.
É comum também, antes de espetáculos ou eventos específicos, ver a técnica sendo utilizadas com o uso de impressos gráficos, que chamam a atenção do público para comparecer ao evento.
Um trailer de um filme costuma apresentar cenas escolhidas, com frases de efeito superpostas às cenas ou um narrador, motivando o espectador a assisti-lo. Trata-se então, também, de uma prévia destinada a atrair a atenção do público a comparecer na exibição do filme completo.
Um outro exemplo vem nas novelas. Antes da novela ser estreada passam prévias (como as chamadas de elenco e de estreia).
Quando o primeiro teaser de Star Wars: Episódio I - A Ameaça Fantasma foi anexado aos filmes O Cerco, Vida de Inseto, e Meet Joe Black, foi relatado que muitas pessoas pagaram pela entrada nos filmes apenas para assistir ao trailer e, posteriormente, saíram depois que o trailer foi exibido.